# コラ (楽器)

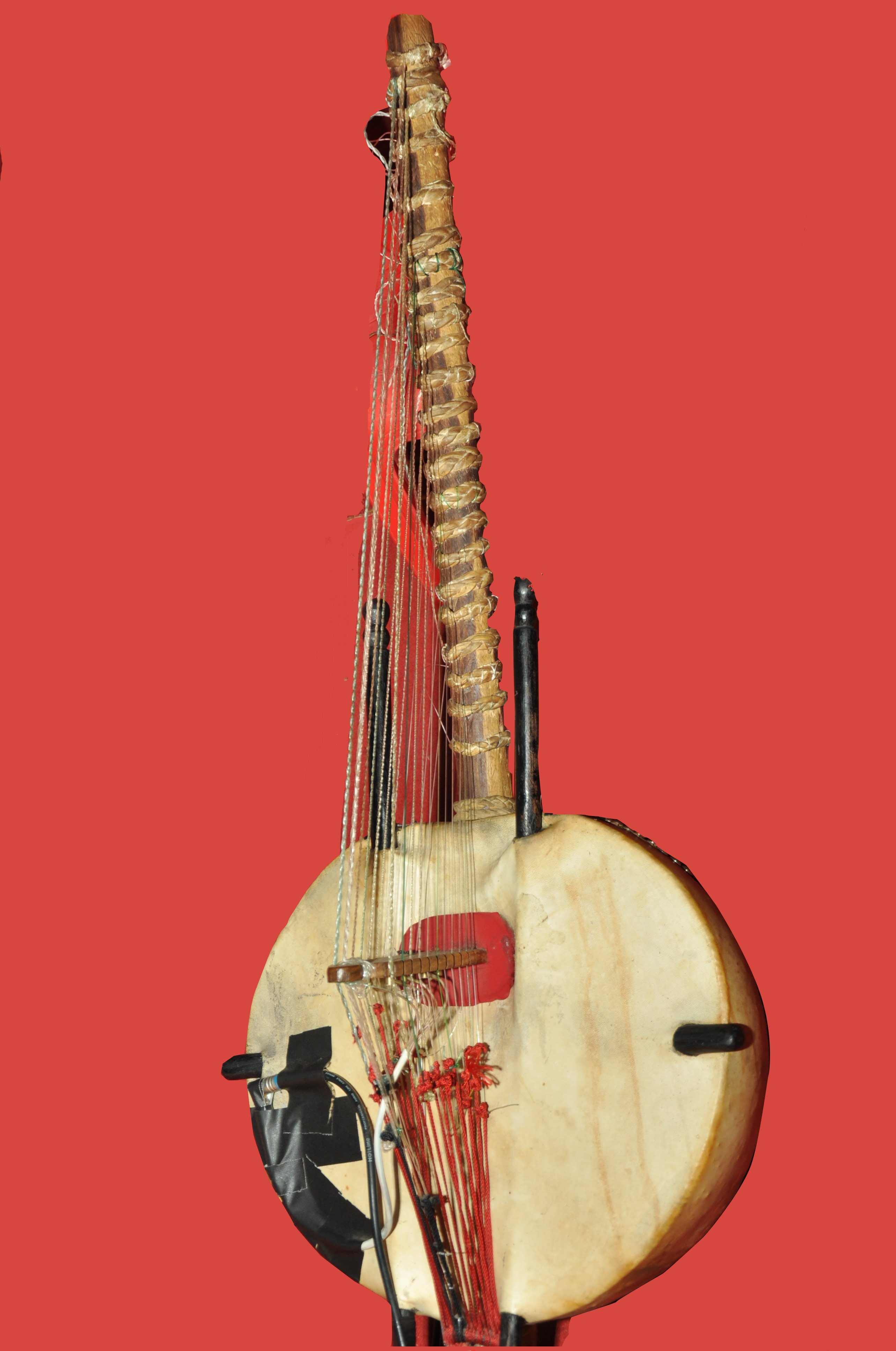
コラ

コラ (kora) は、西アフリカが発祥のリュート型撥弦楽器。セネガル、ガンビア、マリ、ギニア、ブルキナファソなどの国々で300年以上に渡って受け継がれてきた伝統的な民族楽器で、特にセネガルとガンビアに代表される。長いネック、ヒョウタンの共鳴胴、そして21本の弦が特徴。
ハープやギターの原型とも言われ、アフリカの民族楽器の中でも最も美しい音色を持つとされる。

## 構造

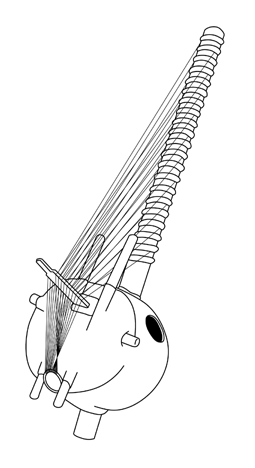
コラ

直径40-50cm程度の丸いヒョウタンを半分に割ったものがボディとなり、断面に牛や山羊などの皮を鋲で止めて張っている。小型のものに山羊の皮を使用することが多い。ボディの中央には直径5cm、長さ120cmほどのネックが一本通され、その両脇に握り棒が2本、ブリッジを支える。横に通っている棒は胴体の補強としてのもの。
コラのブリッジは平たい板状で、左右に分かれて弦の数だけ切れ込みが入り、そこに右側に10本、左側に11本の計21本のナイロン弦が張られる（かつては皮紐を弦に使っていた）。一般的に弦楽器と言えばネックに対して平行に弦を張るが、コラの場合はネックに対して直角に、右と左に分けて張る。現代のコラの糸巻きにはネジ状のものもあるが、伝統的なものはネックに通した皮製の輪に弦を取り付ける構造になっている。
音を出すには、両手の親指と人差し指で弦をつまんで弾くようにする。言うなればギターのアルペッジョを左右同時に、しかも両方違うパターンで弾くようなもので、滑らかな演奏にはかなりの熟練が必要である。握り棒を人差し指で叩いてパーカッシブな音を出すこともある。

## グリオ

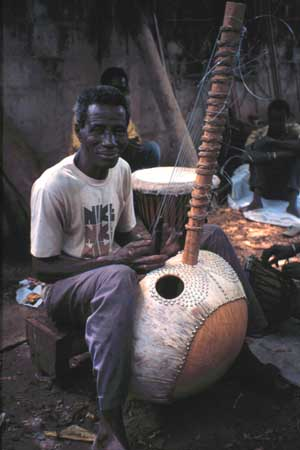
ガンビアのグリオ

コラを演奏するのは世襲制の職業音楽家で、グリオ（griot、マンディンカ語：ジャリ（jali））と呼ばれる人々である。グリオは単に楽器の演奏をするだけではなく、歴史上の英雄譚、遠方の情報、各家の系譜、生活教訓などをメロディーに乗せて人々に伝えることを本来の目的としている。文字のなかった時代には彼らの役割は大きく、その知識量の豊富さから王の側近などに取り立てられるグリオもいた。
そんなグリオに対して人々は畏敬の念を持っているため、彼らの楽器はとても神聖なものとされる。その昔、一般人は触れることすら許されなかったという。今でも、西アフリカの一般の人々がグリオの楽器に手を出すことは少ない。
グリオの楽器にはコラの他にも弦楽器のンゴニ、ボロン、太鼓のサバール、タバラ、木琴の一種であるバラフォンなどが知られる。それぞれの家系は扱う楽器が決まっており、コラの家系はコラ、バラフォンの家系はバラフォンの演奏方法を肉親から引き継ぐ。